# CNBC
CNBC er en amerikansk nyhedskanal, der ejes af NBCUniversal News Group, en afdeling i NBCUniversal. Begge ejes af Comcast. Hovedkvarteret ligger i Englewood Cliffs, New Jersey, og netværket dækker hovedsageligt nyheder på de amerikanske og internationale finansielle markeder. Ud over nyhedsudsendelser, transmitterer CNBC ligeledes finansielle og forretningsmæssige dokumentarfilm og reality-shows.
CNBC blev grundlagt d. 17. april 1989 som et joint venture mellem NBC og Cablevision og fik dermed navnet Consumer News and Business Channel (CNBC). I 1991 opkøbte CNBC konkurrenten Financial News Network, hvilket øgede dets arbejdsstyrke og distributionsmuligheder. Cablevision solgte sin andel til NBC, hvilket gav NBC fuldt ejerskab.
I 2015 var CNBC tilgængelig for cirka 93,6 mio husholdninger i USA (80.4% af alle husholdninger med TV), og i 2007 blev netværket vurderet til at være fire milliarder dollars værd.